# Valeria (gênero)
Valeria é um gênero de mariposa pertencente a família da Noctuidae.

## Espécies
- Valeria exanthema Boursin, 1955
- Valeria jaspidea Denis & Schiffermüller, 1775
- Valeria karthalea Kuhna & Schmitz, 1997
- Valeria mienshani Draudt, 1950
- Valeria oleagina Draudt, 1934
- Valeria tricristata de Villers, 1789